# Cerro Parú
Pour les articles homonymes, voir Paru.
Le cerro Parú est un sommet qui culmine à 1 665 mètres d'altitude, situé dans le massif de Parú-Euaja dans l'État d'Amazonas au Venezuela. Les ríos Seje et Parú y prennent leur source.